# Cho Min-Sun
Cho Min-Sun (en coreano: 조민선; 21 de marzo de 1972) es una deportista surcoreana que compitió en judo.
Participó en dos Juegos Olímpicos de Verano en los años 1996 y 2000, obteniendo dos medallas, oro en Atlanta 1996 y bronce en Sídney 2000. En los Juegos Asiáticos consiguió dos medallas en los años 1990 y 1994.
Ganó cuatro medallas en el Campeonato Mundial de Judo entre los años 1989 y 1997, y cuatro medallas en el Campeonato Asiático de Judo entre los años 1988 y 2000.

## Palmarés internacional
| Juegos Olímpicos    | Juegos Olímpicos         | Juegos Olímpicos  | Juegos Olímpicos |
| Año                 | Lugar                    | Medalla           | Categoría        |
| ------------------- | ------------------------ | ----------------- | ---------------- |
| 1996                | Atlanta (Estados Unidos) | Medalla de oro    | –66 kg           |
| 2000                | Sídney (Australia)       | Medalla de bronce | –70 kg           |
| Campeonato Mundial  |                          |                   |                  |
| Año                 | Lugar                    | Medalla           | Categoría        |
| 1989                | Belgrado (Yugoslavia)    | Medalla de bronce | –52 kg           |
| 1993                | Hamilton (Canadá)        | Medalla de oro    | –66 kg           |
| 1995                | Chiba (Japón)            | Medalla de oro    | –66 kg           |
| 1997                | París (Francia)          | Medalla de bronce | –66 kg           |
| Juegos Asiáticos    |                          |                   |                  |
| Año                 | Lugar                    | Medalla           | Categoría        |
| 1990                | Pekín (China)            | Medalla de bronce | –56 kg           |
| 1994                | Hiroshima (Japón)        | Medalla de plata  | –66 kg           |
| Campeonato Asiático |                          |                   |                  |
| Año                 | Lugar                    | Medalla           | Categoría        |
| 1988                | Damasco (Siria)          | Medalla de bronce | –48 kg           |
| 1993                | Macao (Portugal)         | Medalla de oro    | –66 kg           |
| 1995                | Nueva Delhi (India)      | Medalla de bronce | –66 kg           |
| 2000                | Osaka (Japón)            | Medalla de bronce | –70 kg           |